# La Démocratie pacifique
La Démocratie pacifique est un journal fouriériste français publié entre 1843 et 1851.

## Histoire

### DuPhalanstèreà laDémocratie pacifique(1832-1843)
Hebdomadaire lancé en juin 1832 afin de diffuser les idées de Charles Fourier et de soutenir la création de la « colonie sociétaire » de Condé-sur-Vesgre, Le Phalanstère est rebaptisé La Réforme industrielle en devenant mensuel dès le mois de septembre suivant.
Sa parution ayant cessé en 1834, la Réforme industrielle est remplacée en 1836 par La Phalange, dirigée par Victor Considerant. Réorganisé en 1840, le journal paraît désormais trois fois par semaine grâce aux fonds fournis par un riche propriétaire britannique, Arthur Young (qui tentera, quelques années plus tard, d'installer un phalanstère dans l'ancienne abbaye de Cîteaux).
Le 17 mars 1843, l'équipe de la Phalange décide de transformer le journal en un quotidien et d'élargir son lectorat en le dotant d'un nouveau titre qui ne s'adresserait plus seulement aux disciples de Fourier mais également « à tous les esprits avancés ».

### Premières années (1843-1848)

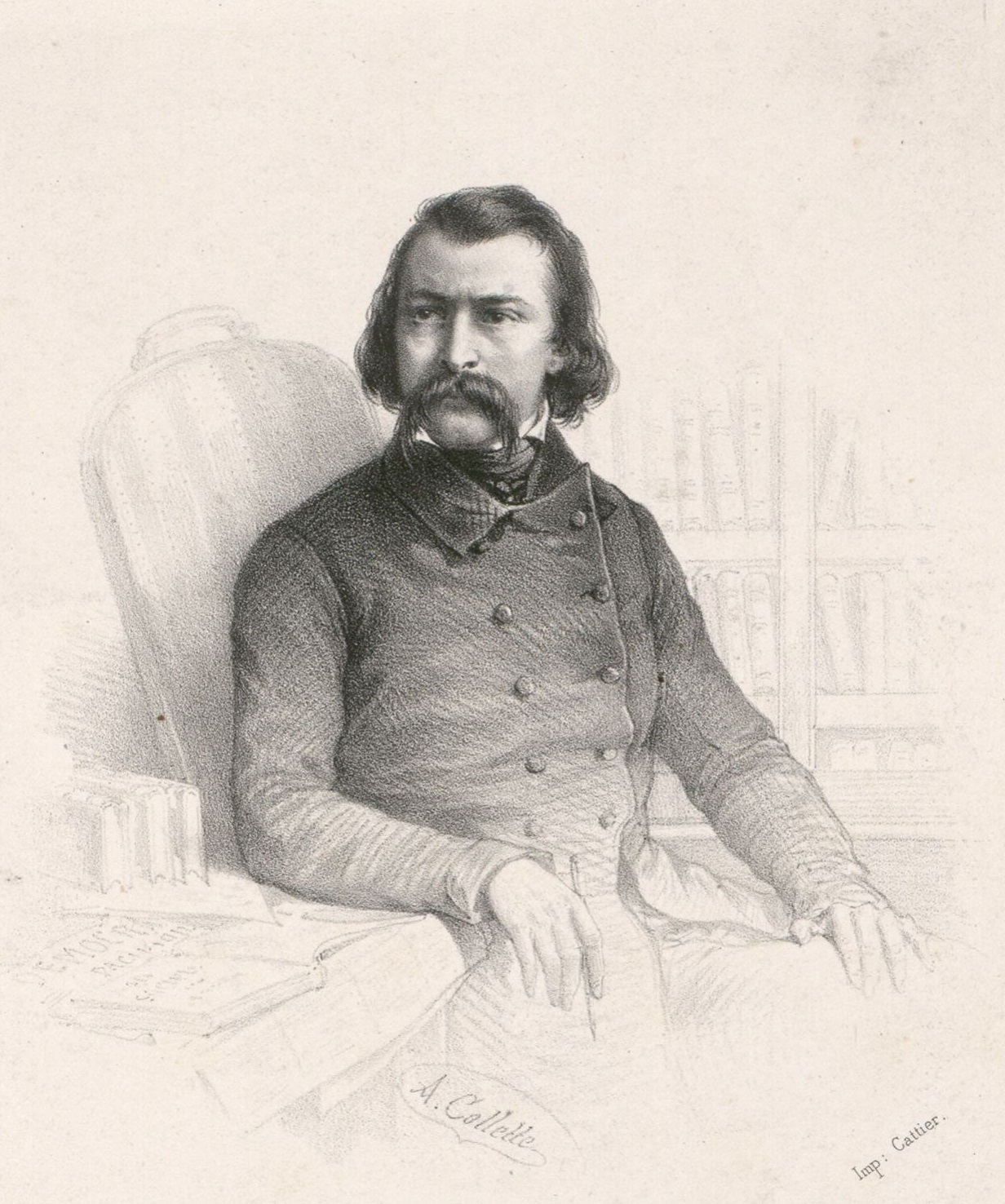
Victor Considerant, rédacteur en chef de La Démocratie pacifique (lithographie de Collette, vers 1848).

La Démocratie pacifique, journal des intérêts des gouvernements et des peuples paraît ainsi à partir du 1er août 1843 en reprenant la numérotation du Phalanstère. Considerant en est le rédacteur en chef. Entre 1845 et 1849, la Démocratie pacifique paraît parallèlement à une revue mensuelle théorique qui reprend le titre de la Phalange.
Les bureaux du journal sont tout d'abord installés au no 6 de la rue de Tournon puis, à partir de la mi-janvier 1844, au no 10 de la rue de Seine, avant d'être transférés au no 2 de la rue de Beaune, dans l'ancien hôtel de Mailly-Nesle, le 1er octobre 1846.
Rédigé en réaction à l'affaire Praslin, l'éditorial du 22 août 1847, intitulé « Une société qui tombe », attaque avec violence le gouvernement de la Monarchie de Juillet, ce qui vaut au journal une saisie puis un procès en cour d'assises. Accusés des délits « d'excitation à la haine entre les diverses classes de la société » et « d'excitation à la haine et au mépris du gouvernement », le quotidien et son gérant, François Cantagrel, sont cependant acquittés. Quelques jours plus tôt, Cantagrel et Antony Méray ont été condamnés par la même juridiction pour « offense à la morale publique » en raison de passages jugés licencieux du feuilleton La Part des femmes publiés dans le numéro du 30 juin.

### Sous la Deuxième République (1848-1851)
Originellement opposée à la révolution et même favorable à la monarchie constitutionnelle, ce qui lui avait attiré les critiques des radicaux de la Réforme en 1843, la Démocratie pacifique évolue vers une ligne politique républicaine voire démocrate à partir de la Révolution de février 1848.
En vue des élections à l'Assemblée nationale constituante, le comité de direction du journal se constitue en comité électoral et rédige un manifeste dont le ton est caractéristique des discours fraternels et empreints de religiosité des débuts de la Deuxième République. Le 22 avril, la Démocratie pacifique publie sa liste de candidats pour le département de la Seine, sur laquelle on retrouve Considerant ainsi que plusieurs collaborateurs du journal tels que Daly, Lefèvre, Stourm, Vidal, Toussenel et l'avocat Jacob. Le dix décembre, à l'occasion de l'élection présidentielle, le journal appelle à voter pour Ledru-Rollin.
En 1849, le journal fouriériste soutient les candidats du comité démocratique-socialiste (« démoc-soc ») à l'occasion des élections législatives puis prend part à l'opposition de la Montagne à l'expédition militaire contre la République romaine. La répression consécutive à la Journée du 13 juin 1849 décapite la Démocratie pacifique en contraignant Considerant et Cantagrel à l'exil. Après l'arrestation de plusieurs de ses employés et le saccage de son atelier d'imprimerie par la Garde nationale, le quotidien est suspendu et ne reparaît pas avant le 25 août.
Devenu hebdomadaire à la suite de condamnations et d'une nouvelle interruption de plusieurs mois en 1850, le journal est supprimé au lendemain du coup d'État du 2 décembre 1851.
Entre 1867 et 1870, un bimensuel intitulé La Science sociale se présente comme le successeur du Phalanstère, de la Réforme industrielle, de la Phalange et de la Démocratie pacifique.

## Collaborateurs
- Olivier Barbier[15],[16],[17],[18]
- Jean-Augustin Barral[15],[16],[17],[19],[20],[21]
- L. Barré[15],[22]
- Alexandre Baudet-Dulary[18]
- Julien Blanc[15],[22],[16],[17],[18],[21]
- Louis Boivin[22],[16]
- Eugène Bonnemère[23]
- R. Boudon[15],[22],[16],[17]
- Émile Bourdon[15],[22],[16],[17],[18],[19],[20],[21]
- Breton[15],[22],[16],[17],[18]
- Albert Brisbane[16],[17]
- Henri Brissac[24]
- Charles Brunier[20],[21]
- Allyre Bureau[15],[22],[16],[17],[18],[19],[20],[21]
- François Cantagrel[15],[22],[16],[17],[18],[19],[20],[21]
- Eugène Cartier[15],[16],[17]
- Hippolyte Castille[25]
- Charbonnier[15]
- Auguste Colin[15],[22],[16],[17],[18],[19],[20],[21]
- Victor Considerant[15],[22],[16],[17],[18],[19],[20],[21]
- Charles Dain[20]
- César Daly[15],[22],[16],[17],[18],[19],[20],[21]
- Henri Dameth[20]
- Jules Delbruck[10]
- Hippolyte Destrem[15],[19]
- François Devay[15]
- Devay jeune[22]
- Ch. Didier[16],[17]
- Hugh Doherty[15],[22],[16],[17],[18],[19],[20],[21]
- Jules Duval[15],[22],[16],[17],[18],[19],[20]
- Jean Fleury[16],[17],[19],[20],[21]
- Prudent Forest[15],[16],[17]
- Louis Franchot[15],[22],[16],[17],[21]
- Gr[16],[17]...
- Christoph Friedrich Grieb[18]
- Ferdinand Guillon[15],[22],[19],[20],[21]
- Clovis Guyornaud[19],[20],[21]
- Victor Hennequin[15],[22],[16],[17],[18],[19],[20],[21]
- C. Jacob[15],[22],[16],[17],[18],[21]
- A. Jacquot[15],[22]
- Kr[22],[16],[17]... (Jean-Baptiste Krantz ?)[10]
- Charles Küss[15],[22],[16],[17]
- Désiré Laverdant[15],[22],[16],[17],[18],[19],[20],[21]
- Leconte de Lisle[26]
- Élisée Lefèvre[15],[22],[16],[17],[18]
- François Le Royer de Longraire[15]
- Antony Méray[21]
- Victor Meunier[16],[17],[18],[19],[20],[21]
- Eugène de Monglave[15],[16],[17]
- Hippolyte de La Morvonnais[15]
- Eugène Nus[21]
- G. Olivier[20]
- Paul-Jacques[22],[16],[17]
- Auguste Pellarin[16]
- Charles Pellarin[15],[22],[16],[17],[18],[19],[20],[21]
- Eugène Pelletan[15],[22],[16],[17]
- Perreymond[15],[22],[16],[17],[18],[19],[20],[21]
- Édouard de Pompéry[15],[22],[16],[17]
- Maurice Rittinghausen[27]
- G. Robert[17],[18]
- Robinet[22]
- Eugène Stourm[17],[18]
- Tab[22]...
- Alphonse Toussenel[15],[16],[17],[18],[21]
- Treuille[15],[22]
- Valois[15],[22],[16],[17]
- Jacob Venedey[15],[22]
- François Vidal[15],[22],[17],[18],[21]
- Clarisse Vigoureux[16],[17]
- Alexandre Weill[15],[22],[17],[18],[19],[20]
- Hortense Wild (Henriette ...)[28]
- Jules Wyslouch[22],[16],[17],[18]
- Alexandre Ysabeau[15],[22],[16],[17],[18]